# Tiarinion fulvus
Tiarinion fulvus is een pissebed uit de familie Entoniscidae. De wetenschappelijke naam van de soort is voor het eerst geldig gepubliceerd in 1942 door Sueo M. Shiino.